# Ahmed Harbi
Ahmed Harbi Mahajna (Umm al-Fahm, 16 luglio 1986) è un calciatore palestinese, difensore del Maccabi Ahi Iksal.

## Carriera

### Club
Ha giocato nel campionato israeliano e palestinese.

### Nazionale
Ha esordito in Nazionale nel 2010.